# Scandal (gruppo musicale statunitense)
Scandal è un gruppo musicale degli anni ottanta, guidato da Patty Smyth. Le due hit più grandi della band furono Goodbye to You (1982) e The Warrior (1984).

## Storia
Gli Scandal si formarono a New York nel 1981 grazie al chitarrista Zachary (detto Zach o Zack) Smith. Gli altri membri furono il bassista Ivan Elias, il chitarrista Keith Mack, il tastierista Benjy King, e la vocalista Patty Smyth.
La leggenda vuole che ottennero il contratto discografico con la Columbia Records grazie ad un videoclip autoprodotto a basso budget del brano Love's Got a Line on You, nel quale il secondo chitarrista era un giovane e sconosciuto Jon Bon Jovi, il quale però non faceva parte del gruppo.
La loro prima incisione fu un gran successo specialmente per la loro casa discografica, che ancor oggi lo annovera come l'EP che ha venduto più copie nella storia della Columbia.
Il secondo lavoro non fu da meno: l'album The Warrior totalizzò in breve un venduto superiore al milione di dischi.
Il gruppo dopo un fortunato periodo durante il quale partecipò come opening act a praticamente tutti i concerti dei Big della costa est nordamericana, si sciolse nel 1985 quando la carismatica Patty Smyth lasciò per dedicarsi alla carriera solista.
Gli Scandal si riunirono per Bands Reunited di VH1 e fecero una serie di concerti sulla costa dell'est, che il 9 febbraio 2005 culminarono in uno show all'Irving Plaza nella propria città di nascita, New York.

## Membri
- Zack Smith (Guitar, Vocals (Background))
- Patty Smyth (Vocals, Vocals (Background))
- Keith Mack (Guitar, Vocals (Background))
- Ivan Elias (Bass)
- Frankie LaRocka (Drums)
- Paul Shaffer (Keyboards)
- Benjy King (Keyboards, Vocals (Background))
- Ray Gomez (Guitar, Vocals (Background))
- Kasim Sulton (basso)
- Thommy Price (Drums)
- Rahni Kugel (Vocals (Background))
- Liz Smyth (Vocals (Background))

## Collaboratori
- Vini Poncia (Producer)
- Bob Schaper (Engineer)

## Discografia
- 1982 - Scandal (EP)
- 1984 - The Warrior